# Герб на Норвегия
Гербът на Норвегия е един от главните национални символи на Норвегия. Той е един от най-старите държавни символи в Европа. Гербът се състои от червен щит със златен лъв с брадва в ръката. Над щита се намира кралската корона.
Моделът на норвежкия държавен герб е променян често от хералдиците. Брадвата е променяна няколко пъти (най-вече размерът, който в един момент е бил сменен с алебарда). В сегашния си вид гербът е приет на 20 май 1992.